# Hebefília
A hebefília a serdülőkorúak (típusosan a 11-14 éves fiatalok) iránti szexuális vonzalom. Különbözik az efebofíliától, mely a későbbi adoleszcens korú, 15-19 éves fiatalok iránti tartós nemi vonzalmat jelenti, és a pedofíliától is, mely alatt definícióból adódóan a serdülőkor előtti gyermekek iránti szexuális vonzalmat értik. Ugyan a felnőttek iránt vonzódók körében is előfordulhat, hogy időnként serdülőkorú fiatalhoz vonzódjanak szexuálisan, a hebefília esetén az egyén alapvetően ezt az életkortartományt részesíti előnyben a felnőtt partnerekkel szemben. A hebefília pontos életkor szerinti definiálása nem lehetséges, mivel a pubertás nem mindenkiben azonos életkorban zajlik le, így az életkor szerinti besorolás tekintetében átfedhet mind a pedofíliával, mind az efebofíliával. A pszichiátriai betegségeket jelenleg osztályozó DSM V a serdülőkor előtti, ún. prepubertás felső határát 13 évnél határozza meg, az Egészségügyi Világszervezet által használt BNO-10 pedig a pedofília alá besorolja a korai pubertáskorúak iránti nemi vágyat is.
A hebefília az ifjúság görög istennőjéről, Hébéről kapta a nevét. Elsőként Kurt Boas használta a kifejezést 1914-ben, aki a női fetisizmus egyik altípusát értette alatta. A ma is használt értelemben először Bernard Glueck használta 1956-ban az olyan szexuális bűnelkövetőkre, akik jellemzően 12-15 éves kor közötti áldozatokat választottak ki. A fogalom ezt követően feledésbe merült, egészen 2009-ig, amikor is Ray Blanchard és munkatársai 881 parafíliával, szexuális bűncselekménnyel vagy egyéb szempontból problémás szexuális viselkedéssel kivizsgálásra utalt férfit vizsgáltak pénisz pletizmográffal és azt találták, hogy a fiatalkorúak iránt szóban vonzódó személyek a vizsgálattal a preferált korcsoportok szerint megkülönböztethetőek és további alcsoportokra oszthatók. Ezen eredményeik alapján javasolták a pedofília definíciójának újragondolását, a pedofília és hebefília klinikai megkülönböztetését az akkor készülőfélben lévő DSM V-ben. A hebefília, mint mentális betegség koncepciója heves szakmai vitákat eredményezett, így végül elvetették Blanchardék elgondolását és a fogalom nem került be a DSM 2013-ban megjelent ötödik kiadásába.
A hebefil vágyak kielégítése a legtöbb országban illegális, Magyarországon 2013-tól a 18 éven aluliak 12. életévét betöltött partnerrel létesíthetnek szexuális kapcsolatot, korábban csak fajtalankodhattak (párzáson kívül minden: petting). A 18. életévüket betöltöttek számára 14 év a beleegyezési korhatár.

## A DSM V körüli vita
A DSM (Diagnostic and Statistical Manual of Mental Disorders) az Amerikai Pszichiátriai Társaság kiadványa, mely definiálja és rendszerezi a pszichiátriai betegségeket. Orvosi jelentőségén túl a DSM-ben foglaltak iránt általános társadalmi érdeklődés mutatkozik, illetve jelentős igazságügyi jelentőséggel is bír, mivel a mentális betegségben szenvedők esetén az orvosi szakvélemények alapjául szolgálhat büntetőperekben. A negyedik kiadása 1994-ben jelent meg, melyben a pedofíliát a serdülőkor előtti (jellemzően 13 éves kor alatti) gyermekek iránti nemi vonzalomként határozták meg.

### A 2009-es javaslat
2009-ben Ray Blanchard és kollégái leközöltek egy tanulmányt, melyet 881 különböző szexuális zavarok (parafília, szexuális bűncselekmény) miatt vizsgálatra rendelt férfi adatai alapján végeztek. Ebben a különböző vizuális ingerekre adott nemi vonzalmat kutatták a hímvessző vérteltségét mérő pletizmográf segítségével. Az alanyoknak a nemi érettséget meghatározó ún. Tanner skála alapján vetítettek képeket, a kontroll csoportot a Tanner 5. stádiumú, érett egyének iránt vonzódók jelentették. A kutatás során azt találták, hogy a vizsgált egyének a szexuális vonzódásuk tekintetében további alcsoportokra oszthatók az egyes érettségi stádiumok és korcsoportok szerint. Eredményeik alapján a DSM IV akkori, pedofíliával kapcsolatos definíciójának átírását javasolták a DSM következő, 5. kiadásában. Javaslatuk alapján a pedofíliát átnevezték volna pedohebefíliára, melyen belül a klinikusok számára további három altípust definiáltak volna: a 11 évesnél fiatalabbak iránt vonzódókra a pedofil altípust, a 11-14 év közöttiek iránt vonzalmat mutatókra a hebefil, míg azokra, akikre mindkét állítás igaz, a pedohebefil típust kívánták használni. Javaslatuk alapján a hebefília mentális betegség lett volna, a pedohebefil személyeket pedig a következő módon akarták definiálni a DSM V-ben:

„Olyan felnőtt személyek, akik legalább 6 hónapja szexuálisan vonzódnak serdülő vagy serdülőkor előtti fiatalokhoz, ez a vonzalom erősebb, mint amit a felnőttek iránt éreznek, és akikben ez stresszt és szorongást okozott, vagy gyermekpornográfia nézéséhez, esetleg gyermekkel szembeni szexuális cselekmény elkövetéséhez vezetett legalább három alkalommal.”

Blanchardék új definíciója számos következménnyel járt volna. Azzal, hogy a pedofíliánál leírt "serdülőkor előtti" kifejezést kibővítették a "serdülő vagy serdülőkor előtti" meghatározásra, illetve az életkor szerinti definíciót 13-14 éves korra emelték, jelentősen megváltoztatták a pedofíliával kapcsolatos diagnosztikus kritériumokat, nevezetesen a Tanner 2-3 stádiumú, pubertáskorú személyek iránt vonzódókat is mentálisan betegnek minősítették volna, szemben a korábbi gyakorlattal.

### Ellenvélemények
A Blanchard és munkatársai által javasolt új definíciók hamar heves vitákat váltottak ki a pszichiáterek között. Michael First, a Columbia Egyetem pszichiáter professzora ellenezte, hogy a hebefília betegségként legyen meghatározva, mivel szerinte nem dönthető el, hogy a serdülők iránti szexuális vonzalom normális vagy kóros állapot-e. Véleménye szerint a médiában évek óta jelenítenek meg serdülőkkel kapcsolatban szexualizált tartalmakat is, és evolúciós szempontból nem tekinthető hátrányosnak, hiszen olyan egyének iránti vonzalomról van szó, akik már biológiailag termékenyek. Egyben felvetette, hogy a szexuális bűnelkövetők sem mindig tesznek különbséget a serdülőkor előtti, vagy éppen serdülő fiatalokat illetően, és a hebefília, mint mentális betegség bevezetésével az ilyen személyeket tévesen parafilként könyvelnék el, holott lehetséges, hogy egy részük egyszerűen antiszociális, és opportunista módon választotta ki áldozatait. Ugyancsak kritizálta, hogy a javasolt definícióval sok álnegatív diagnózis is születne, például két áldozat esetén nem minősíthetnék betegnek a vizsgált személyt, de háromnál már igen, amit nonszensznek nevezett. A pszichológus Bruce Rind szintén bírálta a hebefília, mint betegség jellemzését. Szerinte bár a hebefília a mai társadalmi berendezkedésben erősen problematikus lehet, és emiatt esetleg szerepelhetne a DSM V-ben, de a társadalmilag széleskörűen elfogatottaktól eltérő magatartás vagy preferencia önmagában nem jelent mentális betegséget. Egyben cikkében felhívja a figyelmet arra, hogy mint sok más, ennek megítélése is koronként változó, hiszen a házasság kritériumának sokáig nem a felnőttkort, csupán a termékenység elérését vélték mind a keresztény, mind a muzulmán világban, ahol ma sem ritka, hogy 12-14 éves lányokat férjhez adnak. Az, hogy a házasságkötés kitolódott a nyugati világban, véleménye szerint inkább az iparosodással és annak következményeként végbemenő társadalmi átrendeződéssel hozható kapcsolatba. Utal arra is, hogy számos vizsgálat alapján a férfiak többsége alapvetően a fiatal nők iránt vonzódik, olyannyira, hogy számítógéppel a különböző korú nőkre jellemző arányokkal készített digitális arcok közül egy vizsgálatban a férfiak legnagyobb arányban a 14 éves korúakra jellemző tulajdonságok alapján készített arcot nevezték a legvonzóbbnak. Továbbá érvként hozza fel, hogy a nők is igyekeznek megőrizni fiatal, pubertáskori jellemzőiket, melyekről tudják, hogy attraktívnak számítanak, így például szőrtelenítik a lábukat, kozmetikumokat használnak, stb. Összességében, noha a társadalom ellenségesen viszonyul a fiatalkorúakkal szembeni szexualitáshoz, a szerző szerint annak jelenléte bizonyos értelemben általánosnak vehető.
Szintén árnyalja a kérdést, hogy a pedofíliával szemben, ami komoly traumát és személyiségfejlődésbeli zavart idézhet elő a sértett gyermekben, a hebefília traumatizáló jellege jelenleg nem bizonyított. Egy 1965-ös vizsgálatban serdülőkorú (12-15 éves) lányok hajlandóságát vizsgálták arra, hogy férfiakkal létesítsenek szexuális kapcsolatot. A kutatásban részt vevő lányok 69 százaléka nem volt alapjaiban elutasító a nem rokonnal vagy ismerőssel folytatott szexuális együttléteket illetően, amit csak 31 százalékuk utasított volna határozottan el. Egy másik, 2014-ben közölt vizsgálatban az első közösülésnek, mint az egyén életének egy meghatározó eseményének a hatásait vizsgálták a fiatalkorú lányok és fiúk esetében. Az aktus élvezetét szem előtt tartva nem találtak lényeges különbséget a tekintetben, hogy az első alkalom hebefil kapcsolatból vagy felnőttként következett-e be, és a hebefil együttlét nem jelentett nagyobb érzelmi megterhelést sem a felnőttkori eseményhez képest.
A Blanchard által közölt tanulmányt is heves szakmai bírálatok érték, hiányolták többek között a normális, serdülőkoron átesettek iránt vonzódók kontroll csoportként való vizsgálatát, és kritizálták, hogy a Blanchard által élesen elkülönített alcsoportok egymással átfedést mutattak. A kritizálók szerint Blanchard cikkében nem definiálta a mentális betegségeket, és nem hozott fel érveket, hogy a hebefília miért sorolható ezek közé, egyszerűen csak annak bélyegezte.